# Foc (element)
|  | Aquest article tracta sobre la visió mística del foc en la cultura clàssica. Vegeu-ne altres significats a «foc». |

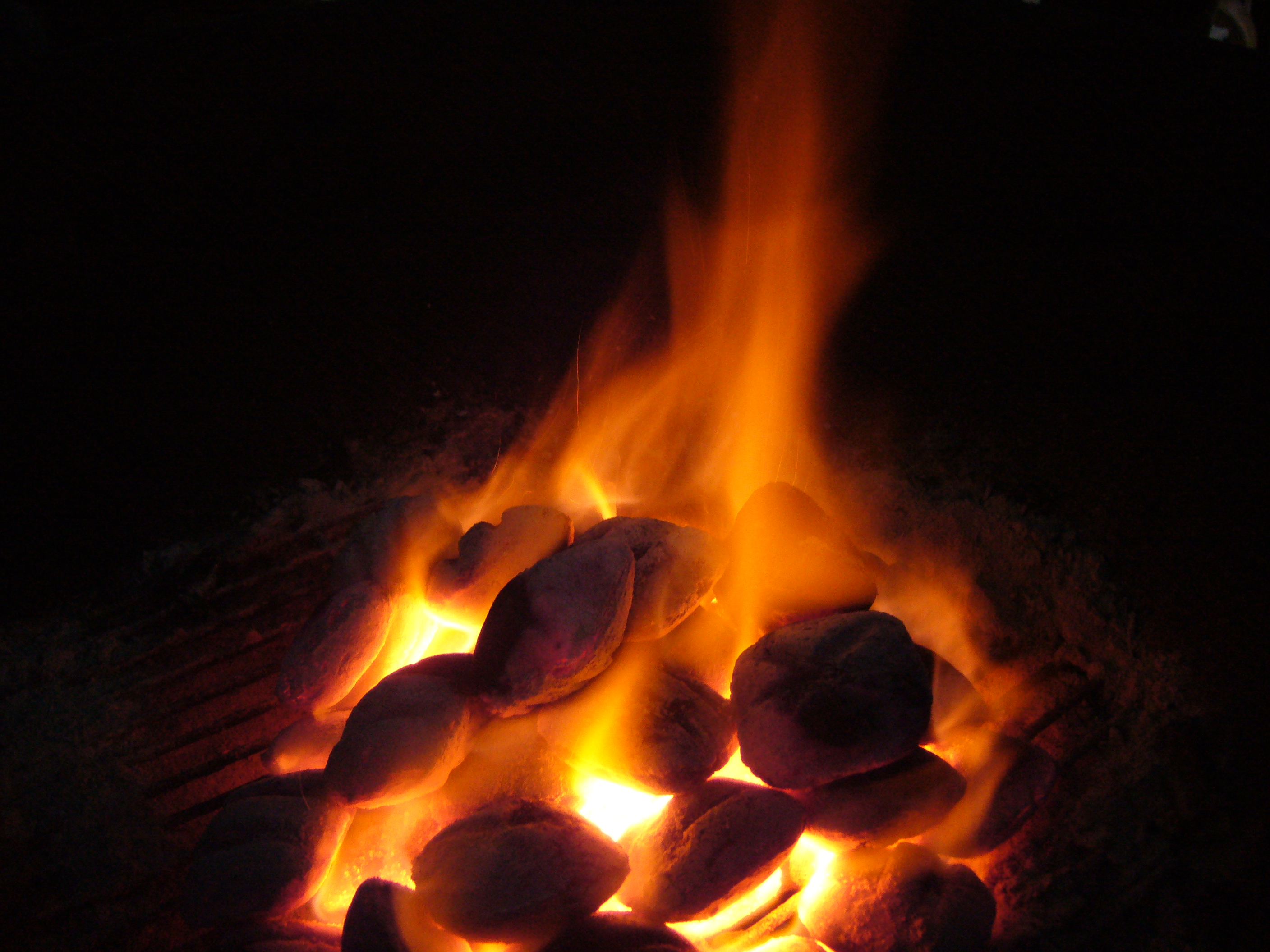
Llar de foc

En les cultures clàssiques, el foc era percebut com una substància pura i homogènia que constituïa un dels elements primordials de la natura.
Com a element imprescindible per al desenvolupament de la civilització, se li ha atribuït un gran nombre de simbologies i representacions, i és identificat sovint amb les qualitats de poder, seguretat i passió.

## Tradició grecoromana
Segons el conegut mite grec, Prometeu hauria robat el foc dels déus per protegir els indefensos humans. Aquest origen diví del foc il·lustra la importància que la cultura grega li atorgava. La terminologia grega diferenciava entre el foc destructiu (adeilon), associat a l'Hades, i el foc creatiu, associat a Hefest.
Entre els filòsofs presocràtics, un dels principals camps d'estudi era la recerca de l'arque, o substància primordial de la qual tota la resta procedia. Heràclit d'Efes (544 aC) va declarar que aquest era el foc, ja que aquest element era el que millor representava el canvi constant que experimentava la natura. Més tard, Empèdocles d'Agrigent (vers 450 aC) teoritzà que en realitat eren quatre les "arrels" de la natura: foc, aire, aigua i terra. Les quatre arrels d'Empèdocles quedaren establertes com els quatre elements de la filosofia clàssica.

Tetràedre

Plató (427-347 aC), en el seu diàleg Timeu, en què parla de l'estructura del cosmos, afirma que el foc estava format per imperceptibles àtoms en forma de tetràedre, així com els altres elements seguien la forma d'altres políedres regulars. La forma del tetàedre, el més punxegut dels políedres, l'associà Plató amb la naturalesa agressiva del foc.
El deixeble de Plató Aristòtil (384-322 aC) desenvolupà una teoria diferent per als elements. En estat de repòs, s'estructuraven concèntricament al centre de l'univers formant l'esfera sublunar. Al foc, li corresponia la zona més exterior, envoltant l'aire. Segons els parells de qualitats que va definir Aristòtil, les característiques del foc eren la calor i la sequedat.

## Altres

Símbol alquímic del foc

En la medicina grega antiga basada en els humors, el foc s'associava a la bilis groga, ja que compartien les característiques de calor i sequedat. També es correspon a l'estació de l'estiu per la mateixa raó.
En alquímia, el foc era associat al sofre, i es representava amb un triangle equilàter assenyalant amunt.
Segons la tradició astrològica occidental, les persones nascudes sota els signes d'àries, lleó i sagitari tenen les característiques del foc, i les seves personalitats tendeixen a ser extravertides, apassionades, entusiastes, temperamentals, incontrolables i irascibles.